# Nuevo Yucatán
Nuevo Yucatán är en ort i Mexiko.   Den ligger i kommunen Bella Vista och delstaten Chiapas, i den sydöstra delen av landet, 900 km sydost om huvudstaden Mexico City. Nuevo Yucatán ligger 1 476 meter över havet och antalet invånare är 326.
Terrängen runt Nuevo Yucatán är kuperad åt nordost, men åt sydväst är den bergig. Runt Nuevo Yucatán är det ganska tätbefolkat, med 80 invånare per kvadratkilometer. Närmaste större samhälle är Frontera Comalapa, 6,9 km nordost om Nuevo Yucatán. I omgivningarna runt Nuevo Yucatán växer huvudsakligen savannskog.